# Сеголен Роаял
Марѝ Сеголѐн Роая̀л (на френски: Marie Ségolène Royal, IPA: [segolɛn ʁwajal]), известна като Сеголен Роаял, е френски политик. Кандидат за поста президент на Франция на изборите през 2007 г. Кандидатурата е издигната от Социалистическата партия на 16 ноември 2006 г. На 6 май губи балотажа от десния кандидат Никола Саркози.

## Биография

### Произход и семейство
Сеголен Роаял е родена в семейство на военен офицер в Дакар, столица на тогавашната френска колония Сенегал. Семейството има осем деца.
Дълги години живее на семейни начала с лидера на Социалистическата партия Франсоа Оланд, от когото има четири деца. На 18 юни 2007 г. обявява публично раздялата си с Франсоа Оланд, за която френските медии спекулират още преди президентските избори от май 2007 г.

### Политическа кариера
Сеголен Роаял е заемала поста на министър на образованието, зам.-министър на образованието и зам.-министър по въпросите на семейството, децата и инвалидите. В парламента влиза като съветник на президента Митеран. Избрана е за депутат през 1998 г.
През ноември 2008 г., след вътрешни избори за главен секретар на Социалистическата партия, Роаял загубва със 102 гласа по-малко от Мартин Обри, измежду над 137-те хиляди подадени гласове. Обри декларира, че ще работи съвместно с Роаял за обновяване на партията.
През 2014 г. става отново министър. Тя заема този пост след оставката на правителството, ръководено до този момент от Жан-Марк Еро. В новоназначеното правителство на Манюел Валс Сеголен Роаял става министър на екологията, устойчивото развитие и енергетиката.

#### Кариера като министър по години
- 3 април 1992 г. – 29 март 1993 г., министър на околната среда
- 4 юни 1997 г. – 27 март 2000 г., зам.-министър на образованието
- 27 март 2000 г. – 27 март 2001 г., зам.-министър по въпросите на семейството, децата и инвалидите
- 28 март 2001 г. – 5 май 2002 г., зам.-министър по въпросите на семейството, децата и инвалидите
- От 2 април 2014 г. – министър на екологията, устойчивото развитие и енергетиката

#### Участие в избори
- 13 юни 1988 г. – 2 май 1992 г., депутат за Дьо Севър (западен френски департамент)
- 2 април 1993 г. – 21 април 1997 г., депутат за Дьо Севър
- 1 юни 1997 г. – 4 юли 1997 г., депутат за Дьо Севър
- 19 юни 2002 г. – 19 юни 2007, депутат за Дьо Севър

## Скандали
Слухове от интернет, повторени в пресата, твърдят, че не е платила данъци за имотите си, но след като тя и Оланд обявяват публично точното си състояние, се оказва, че това не е вярно и че всички данъци са били платени.